# Международное право охраны окружающей среды
Международное право охраны окружающей среды (международное право окружающей среды, международное экологическое право, интерэкоправо) — это совокупность норм и принципов, регулирующих международные отношения в сфере защиты окружающей среды, в целях охраны и рационального использования природных ресурсов.
Международное сотрудничество осуществляется по двум направлениям:
1) создание норм, охраняющих отдельные природные объекты; 
2) осуществление надзора государства или международной организации за тем, чтобы та или иная деятельность осуществлялась с учётом последствий данной деятельности для окружающей среды.
К объектам международно-правовой охраны относят: водные ресурсы, атмосферу, живые ресурсы (флора и фауна), экосистемы, климат, озоновый слой, Антарктиду и почву.

## Предмет
Международное право охраны окружающей среды — относительно молодая отрасль международного права. Впервые на международном уровне о необходимости её формирования было заявлено в Декларации Конференции ООН по проблемам окружающей человека среды 1972 года. С тех пор правовая основа сотрудничества государств в сфере экологической безопасности многократно расширилась и усложнилась, что позволяет констатировать образование в рамках системы международного права относительно обособленного правового феномена — отрасли международного экологического права.
В разное время для обозначения этой отрасли использовались различные термины: «международно-правовая охрана природы», «международное природоохранное (экологическое) право»,  «международно-правовая охрана окружающей среды» и др. По замечанию ряда авторов, формулировки, включающие сочетание «окружающая среда», являются наиболее удачными: концепт «охрана природы» возник в 50-е годы XX века и отражал преимущественно экономический, консервативный характер соответствующей деятельности, а понятие «экология» более употребимо в отношении науки об отношениях животных и растений и образуемых ими сообществ друг с другом и с окружающей средой.
Как следует из названия отрасли, её целью является упорядочение международных отношений, складывающихся по поводу окружающей среды. Окружающая среда — сложный и многогранный объект правового регулирования, общепризнанного определения которого не существует. Тем не менее, обычно под окружающей средой понимают подверженные возможному воздействию человека земные и космические пространства, которые в своей целостности образуют комплекс взаимозависимых сфер, состоящий из геосферы, гидросферы, биосферы и атмосферы, включая их экосистемы. К окружающей среде относятся как разнообразные природные пространства (воды, недра, суша, воздух, космос, горные массивы), так многочисленные органические, биологические системы и комплексы, экологические факторы и ценности, природные ресурсы и т. д. То есть всё то, что не является плодом человеческой деятельности, но определяет базовые условия его жизни, поставляет сырьё для труда и производства, служит объектом творческого преобразования и источником средств к физическому существованию.
Разумеется, поддержание окружающей среды в состоянии, необходимом и достаточном для устойчивого и гармоничного общественного развития, представляет интерес для всего человечества в целом, поскольку работа в этом направлении может привести к желаемым результатам только в том случае, если в ней будут задействованы усилия всех или по меньшей мере большинства государств, расположенных в разных географических и природных зонах Земли. Нерациональное, хищническое потребление ресурсов и иных компонентов окружающей среды, загрязнение и уничтожение естественной среды обитания живых организмов, деградация природных ландшафтов, эрозия почв и опустынивание, климатические изменения — эти и многие другие вызовы, стоящие перед человеческой популяцией как единым целым, требуют для своего успешного разрешения в согласованных и скоординированных мероприятий десятков и сотен национальных правительств, придерживающихся признанных на международном уровне правил и установок.
Таким образом, международное право охраны окружающей среды объединяет нормы и принципы, на которых основывается взаимодействие и сотрудничество субъектов международного права в сфере сохранения, рационального использования и воспроизводства окружающей среды в целях обеспечения экологической безопасности и устойчивого развития.

## История
Первым международно-правовым документом в области охраны животного мира считается Парижская Конвенция 1902 года, посвящённая охране птиц, полезных для сельского хозяйства. Эта Конвенция впоследствии была пересмотрена и дополнена Международной конвенцией по защите птиц, подписанной в 1950 году.
Современная система международной охраны окружающей среды начинается с Конференции ООН, прошедшей в Стокгольме в 1972 году, хотя некоторые международные экологические соглашения, в частности, по охране морской среды, были подписаны ещё до этой конференции. Однако именно после Стокгольмской конференции активизировалась нормотворческая деятельность по охране окружающей среды на национальном и международном уровнях.
Стокгольмская конференция привела к созданию ЮНЕП (Программа ООН по окружающей среде). В настоящее время эта организация выполняет административные функции по семи крупным конвенциям, а также по ряду региональных соглашений.
Подписанная в Женеве (Швейцария) Конвенция о запрещении военного или любого иного враждебного использования средств воздействия на природную среду 1977 года обязывает участников не прибегать к военному или иному враждебному использованию средств воздействия на природную среду (преднамеренному управлению природными процессами — динамики, состава или структуры Земли, включая её биоту, литосферу, гидросферу и атмосферу, или космического пространства), которые имеют широкие, долгосрочные или серьёзные последствия, в качестве способов нанесения вреда или причинения ущерба другому государству.
Генеральная Ассамблея ООН создала в 1984 г. Международную комиссию по окружающей среде и развитию, которая в своём докладе «Наше общее будущее» 1987 года впервые сформулировала концепцию устойчивого развития, целью которого является улучшение условий жизни человека, достигаемое в гармонии с природой.
В 1991 году под эгидой Европейской Экономической Комиссии ООН в Эспо (Финляндия) была подписана Конвенция об оценке воздействия на окружающую среду в трансграничном контексте.
Европейская Экономическая Комиссия ООН также инициировала подписание в 1998 году в Орхусе (Дания) Конвенции о доступе к информации, участию общественности в принятии решений и доступе к правосудию по вопросам, касающимся окружающей среды.
В 1992 г. на Конференции ООН в Рио-де-Жанейро (Бразилия) была принята Декларация по окружающей среде и развитию, где были сформулированы основные принципы экологического права, и Долгосрочная программа дальнейших действий в глобальном масштабе («Повестка дня на XXI век»).
Через двадцать лет, в 2012 году в Рио-де-Жанейро прошла Конференция ООН по устойчивому развитию Рио+20. На конференции вырабатывалась концепция того, как можно сократить бедность, содействовать развитию социальной справедливости и обеспечить надлежащие меры по охране окружающей среды. Итоговый документ конференции — «Будущее, которого мы хотим».
Ниже приводятся источники по разделам международного права охраны окружающей среды. Универсальные (глобальные) международно-правовые нормы, относящиеся к защите морской среды от загрязнения с судов, морских установок и сооружений и летательных аппаратов содержатся в Конвенции ООН по морскому праву, Международной конвенции по предотвращению загрязнения с судов (МАРПОЛ 73/78), Конвенции по предотвращению загрязнения моря сбросами отходов и других материалов 1972 года, Конвенции относительно вмешательства в открытом море в случаях аварий, приводящих к загрязнению нефтью 1969 года, Международной конвенции по обеспечению готовности на случай загрязнения нефтью, борьбе с ним и сотрудничеству 1990 года и других морских конвенциях.
Кроме этого имеется ряд региональных конвенций, обеспечивающих защиту морской среды отдельных морей и частей Мирового океана от загрязнения из различных источников.
В 1974 году в Хельсинки была заключена Конвенция по защите природной морской среды района Балтийского моря, пересмотренная в 1992 году.
В Кувейте в 1978 году была подписана Региональная конвенция о сотрудничестве по защите морской среды от загрязнения, а в 1982 году в Джидде (Саудовская Аравия) — Региональная конвенция по сохранению окружающей среды Красного моря и Аденского залива.
Были приняты также следующие региональные конвенции;
- Конвенция о защите и развитии морской среды и побережья Средиземного моря 1976 года в Барселоне (Испания);
- Конвенция о защите морской среды и прибрежных районов юго-восточной части Тихого океана 1981 года в Лиме (Перу);
- Конвенция о сотрудничестве по защите и развитию морской среды и побережья западной и центральной части Африки 1981 года в Абиджане (Кот Д’Ивуар);
- Конвенция о защите и развитии морской среды региона Карибского моря 1983 года в Картахена-де-Индиас (Колумбия);
- Конвенция о защите, управлении и развитии морской и прибрежной среды региона Восточной Африки 1985 года в Найроби (Кения)
- Конвенция о защите природных ресурсов и окружающей среды южной части Тихого океана 1986 года в Нумеа (Новая Каледония);
- Конвенция о защите морской среды в районе Северо-Восточной Атлантики (OSPAR) 1992 года в Париже (Франция);
- Конвенция о защите Чёрного моря от загрязнения 1992 года в Бухаресте (Румыния).
- Догово́р об Анта́рктике от 1 декабря 1959 года в Вашингтоне

В 2003 году в Тегеране (Иран) была подписана Рамочная конвенция по защите морской среды Каспийского моря, дополненная Протоколом в 2011 году.
В рамках Программы региональных морей ЮНЕП принимаются планы действий, посвящённых мероприятиям по охране морской среды в различных регионах, в том числе охваченных вышеперечисленными конвенциями.
Защите пресноводных водных путей и водоёмов посвящена Конвенция о защите и использовании трансграничных водных путей и международных озёр, подписанная в Хельсинки (Финляндия) в 1992 году.
В 2010 г. Боливия ввела закон о правах Матери-Земли, согласно которому земля получила собственные права, которые включали чистый воздух, свободные от загрязнения экосистемы, а также биоразнообразие. В теории закон предоставляет планете такие же права, как любому человеку.

## Охрана воздушной среды, озонового слоя и климата
Заключённый в Москве (СССР) Договор о запрещении испытаний ядерного оружия в атмосфере, космическом пространстве и под водой 1963 года, предусматривающий соответствующие ограничения режима испытаний ядерного оружия, исключал важный вид загрязнения атмосферы и вод Мирового океана.
С середины 80-х годов прошлого века принимаются меры по защите озонового слоя Земли. В 1985 году в Вене (Австрия) была принята Конвенция по защите озонового слоя. В 1987 году Конвенцию дополнил Монреальский протокол относительно веществ, приводящих к истощению озонового слоя. В нём предусматриваются ограничения на производство веществ, разрушающих озоновый слой.
В 1992 году под эгидой ООН на конференции в Рио-де-Жанейро (Бразилия) была принята Рамочная конвенция ООН об изменении климата, участниками которой к настоящему времени являются свыше 180 государств, а в 1997 году в Киото (Япония) Протокол к ней (Киотский протокол), обязывающий развитые страны и страны с переходной экономикой сократить или стабилизировать выбросы парниковых газов. В 2011 году действие Киотского протокола было продлено на 5 лет.
Европейская Конвенция о трансграничном загрязнении воздуха на большие расстояния 1979 года, подписанная в Женеве (Швейцария), вступила в силу в 1983 году. К Конвенции были приняты дополняющие её протоколы:
- Протокол о борьбе с подкислением, эвтрофикацией и приземным озоном 1999 года;
- Протокол по стойким органическим загрязнителям 1998 года;
- Протокол по тяжёлым металлам 1998 года;
- Протокол относительно дальнейшего сокращения серы 1994 года.
- Протокол об ограничении выбросов летучих органических соединений или их транспортных потоков 1991 года;
- Протокол об ограничении выбросов окислов азота или их трансграничных потоков 1988 года;
- Протокол о сокращении выбросов серы или их трансграничных потоков по меньшей мере на 30 процентов 1985 года;
- Протокол касающийся долгосрочного финансирования совместной программы наблюдения и оценки распространения загрязнителей воздуха на большие расстояния в Европе (ЕМЕП) 1984 года.

## Охрана флоры, фауны и экосистем
Конвенция о защите растений, предусматривающая совместные действия в борьбе с занесением и распространением болезней и вредителей растений и растительных продуктов и принятие мер в этих целях, была подписана в Риме (Италия) в 1951 году.
На I Конференции ООН по морскому праву в Женеве (Швейцария) в 1958 году была заключена Конвенция о рыболовстве и охране живых ресурсов открытого моря, положения которой были дополнены впоследствии нормами Конвенции ООН по морскому праву 1982 года, посвящёнными охране живых ресурсов.
Рамсарская конвенция, полностью именуемая Конвенцией о водно-болотных угодьях, имеющих международное значение главным образом в качестве местообитаний водоплавающих птиц, была принята в Рамсаре (Иран) в 1971 году.
Конвенция об охране всемирного культурного и природного наследия 1972 года предусматривала сотрудничество государств, в частности, в области охраны имеющих особое значение природных комплексов и мест обитания исчезающих видов животных и растений.
Конвенция о международной торговле видами дикой фауны и флоры, находящимися под угрозой уничтожения 1973 года предусматривает различные степени защиты для более чем 33 000 видов животных и растений.
Конвенция по сохранению мигрирующих видов диких животных 1979 года посвящена сохранению наземных и морских мигрирующих животных, а также мигрирующих птиц по всему ареалу их обитания.
Конвенция об охране дикой фауны и флоры и природных сред обитания 1979 года предусматривает меры по охране дикой фауны и флоры и природных сред обитания в Европе.
Конвенция о биологическом разнообразии 1992 года направлена на сохранение биологического разнообразия и сотрудничество в использовании его компонентов.
Конвенция по борьбе с опустыниванием в тех странах, которые испытывают серьёзную засуху и/или опустынивание, особенно в Африке 1994 года посвящена улучшению плодородия и восстановлению почв, охране и рациональному использованию земли и водных ресурсов.
Кроме того, существует ряд конвенций и соглашений, посвящённых сохранению отдельных видов в ареалах их обитания. Таковы, например, Соглашение по сохранению китообразных в Чёрном и Средиземном морях, а также прилегающей области Атлантики (ACCOBAMS) и Соглашение по сохранению малых китообразных Балтийского моря, северо-восточной Атлантики, Ирландского и Северного морей (ASCOBANS).

## Охрана пространств за пределами национальной юрисдикции
Протокол по охране окружающей среды к Договору об Антарктике, подписанный в 1991 году в Мадриде (Испания), предусматривал объявление Антарктики «природным заповедником, предназначенным для мира и науки». В нём закреплялся также принцип строгого контроля государств за деятельностью их антарктических экспедиций.
Кроме этого, применительно к Антарктике действуют две конвенции: Конвенция о сохранении антарктических тюленей и Конвенция о сохранении антарктических морских живых ресурсов (см.предыдущий раздел).

## Контроль за опасными веществами
Эта область международного права охраны окружающей среды содержит нормы, относящиеся к контролю за опасными веществами и отходами, их трансграничной перевозке, предотвращению незаконного международного оборота и экологически безопасному удалению. Этим задачам, в частности, посвящены следующие международные конвенции и соглашения:
- Европейское соглашение о международной дорожной перевозке опасных грузов, заключённое в Женеве (Швейцария) в 1957 году;
- Международный кодекс поведения ФАО в области распределения и использования пестицидов, подписанный в Риме (Италия) в 1985 году;
- Конвенция о контроле за трансграничными перевозками опасных отходов, заключённая в Базеле (Швейцария) в 1989 году;
- Конвенция о запрещении импорта в Африку и контроле за трансграничными перевозками и управлении опасными отходами в Африке, заключённая в Бамако (Мали) в 1991 году;
- Конвенция о запрещении импорта в страны Форума тихоокеанских островов опасных и радиоактивных отходов и контроле за трансграничными перевозками и управлении опасными отходами в южной части Тихого океана, подписанная в Вайгани (Папуа — Новая Гвинея) в 1995 году;
- Конвенция о процедуре предварительного обоснованного согласия в отношении отдельных опасных химических веществ и пестицидов в международной торговле, подписанная в Роттердаме (Нидерланды) в 1998 году;
- Европейское соглашение о перевозке опасных грузов по внутренним водным путям, подписанное в Женеве (Швейцария) в 2000 году;
- Конвенция о стойких органических загрязнителях, подписанная в Стокгольме (Швеция) в 2001 году.

## Российская Федерация и её участие в международном сотрудничестве
Российская Федерация является участницей, в частности, следующих из перечисленных в предыдущих разделах соглашений:
1. Конвенция по защите природной морской среды района Балтийского моря (c 1974 года);
2. Конвенция о водно-болотных угодьях, имеющих международное значение, главным образом, в качестве местообитаний водоплавающих птиц (Рамсарская конвенция)(с 1976 года);
3. Конвенция о международной торговле видами дикой фауны и флоры, находящимися под угрозой уничтожения (с 1976 года);
4. Конвенция о трансграничном загрязнении воздуха на большие расстояния (c 1979 года);
5. Конвенция по защите озонового слоя и Монреальский протокол (с 1986 и 1988 года, соответственно);
6. Конвенция о защите Чёрного моря от загрязнения (с 1992 года);
7. Рамочная конвенция ООН об изменениях климата (с 1994 года)
8. Конвенция о контроле за трансграничными перевозками опасных отходов (c 1994 года);
9. Конвенция о биологическом разнообразии (с 1995 года);
10. Конвенция об оценке воздействия на окружающую среду в трансграничном контексте (Эспо, с 1997 года);
11. Протокол между Правительством РФ и Правительством Китайской Народной Республики об охране тигра (Пекин, 1997 год);
12. Рамочная конвенция по защите морской среды Каспийского моря (c 2003 года);
13. Киотский протокол по ограничению парникового эффекта (Япония, Киото). Ратифицирован Россией в 2004 году. Вступил в силу 16 февраля 2005 года;
14. Конвенция о процедуре предварительного обоснованного согласия в отношении отдельных опасных химических веществ и пестицидов в международной торговле (c 2011 года);
15. Конвенция о стойких органических загрязнителях (с 2011 года).

Кроме этого, Российская Федерация - участница Конвенции ООН по морскому праву, Международной конвенции по предотвращению загрязнения с судов (МАРПОЛ 73/78), Конвенции по предотвращению загрязнения моря сбросами отходов и других материалов 1972 года, Конвенции относительно вмешательства в открытом море в случаях аварий, приводящих к загрязнению нефтью 1969 года, Международной конвенции по обеспечению готовности на случай загрязнения нефтью, борьбе с ним и сотрудничеству 1990 года и ряда других морских конвенций.
Российская Федерация — наблюдатель в:
1. Конвенции об охране дикой фауны и флоры и природных сред обитания в Европе 1979 года;
2. Конвенции по сохранению мигрирующих видов диких животных 1979 года.